# Mount Cook Airline
Mount Cook Airline war eine neuseeländische Regionalfluggesellschaft mit Sitz in Christchurch und Basis auf dem Christchurch International Airport. Sie war eine Tochtergesellschaft der Air New Zealand und flog unter deren Dachmarke Air New Zealand Link.

## Geschichte

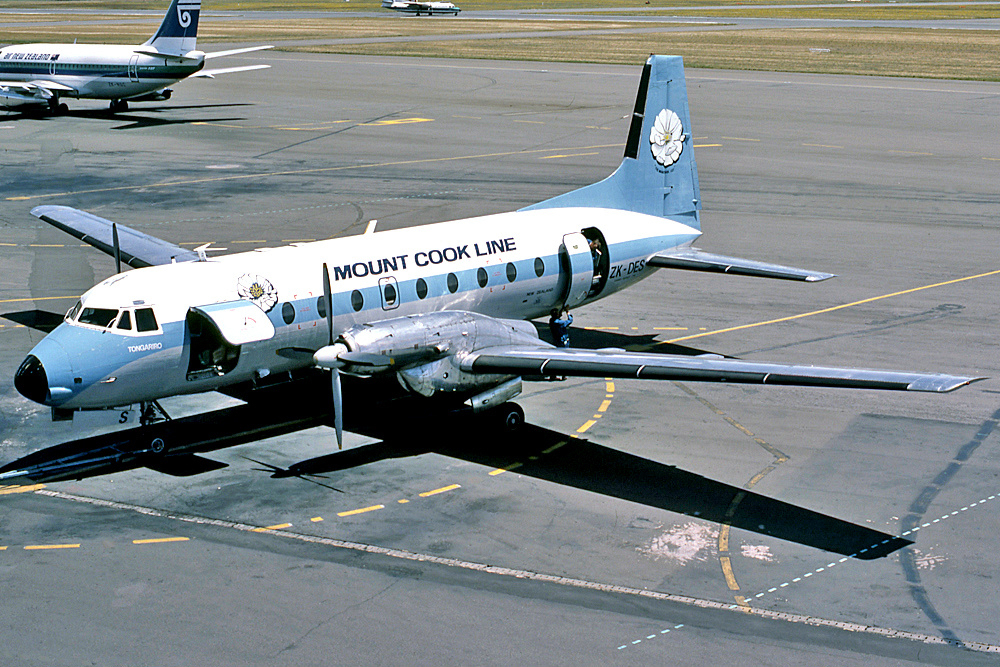
Hawker-Siddeley HS 748 der Mount Cook Airline im Jahr 1983

Der Ursprung der Mount Cook Airline ist die 1920 von Rodolph Lysaght Wigley gegründete New Zealand Aero Transport Company aus Timaru. Die Gesellschaft betrieb sechs ehemalige Airco D.H.4 der RAF und Avro 504 für Sightseeingflüge und andere mögliche Einsätze. 1930 gründete Wigley zusammen seinem Sohn Harry die Queenstown-Mount Cook Airways. Harry erhielt später den Titel Sir Henry Wigley und verblieb bis 1979 in der Firma als Managing Director und bis zu seinem Tod 1980 als Vorsitzender. Die Gesellschaft betrieb bis zu ihrer Suspendierung im Zweiten Weltkrieg Charterflüge zu den Southern Lakes, Milford und dem Mount-Cook-Nationalpark.
1952 wurde der Flugbetrieb wieder aufgenommen und 1954 erfolgte der Zusammenschluss mit NZ Aero Transport Company zur Mount Cook Air Service Ltd. Sie spezialisierte sich auf Rundflüge, Agrarflüge und Rettungsmissionen. Sir Henry bewältigte die Landeprobleme auf den Tasman-, Fox- und Franz-Josef-Gletscher mit eigenentwickelten Skikufen, der Beginn des Flugtourismus zu den Skiregionen und Gletschern mit Kleinflugzeugen. Als Mount Cook Ski Planes werden mit Cessna 185 und Pilatus PC-6 noch heute Rundflüge zum Tasman-Gletscher angeboten.
Der Linienflugbetrieb der Mount Cook Airlines begann am 6. November 1961 mit Flügen zwischen Christchurch, Mount Cook, Queenstown und Te Anau mit 26-sitzigen Douglas DC-3. Für fast 30 Jahre betrieb die Gesellschaft eine Flotte von Hawker-Siddeley HS 748, ⁣⁣ die erst ab 1995 von ATR 72 abgelöst wurden.
Nach dem Tod Sir Henrys 1980 erwarb Air New Zealand bis zum 5. Dezember 1983 einen Anteil von 30 % und bis zum April 1991 alle Anteile von Mount Cook Airline.
Die Fluglinie wurde mit Air New Zealand fusioniert, der Markenname gestrichen.

## Flugziele
Mount Cook Airline führt unter der Marke Air New Zealand Link für ihre Muttergesellschaft Air New Zealand Regionalflüge von ihren drei Drehkreuzen in Auckland, Christchurch und Wellington aus Ziele in ganz Neuseeland an.

## Flotte
Mit Stand April 2019 bestand die Flotte der Mount Cook Airline aus 29 Flugzeugen mit einem Durchschnittsalter von 6,7 Jahren:
| Flugzeugtyp | Anzahl | bestellt | Anmerkungen               | Sitzplätze |
| ----------- | ------ | -------- | ------------------------- | ---------- |
| ATR 72-500  | 7      |          |                           | 66         |
| ATR 72-600  | 22     | 7        | ersetzen ältere Maschinen | 68         |
| Gesamt      | 29     | 7        |                           |            |

In der Vergangenheit setzte Mount Cook Airline unter anderem Airco D.H.4, Avro RJ100, Douglas DC-3, Fokker F-27 und Hawker-Siddeley HS 748 ein.